# Volkshochschule Unteres Pegnitztal

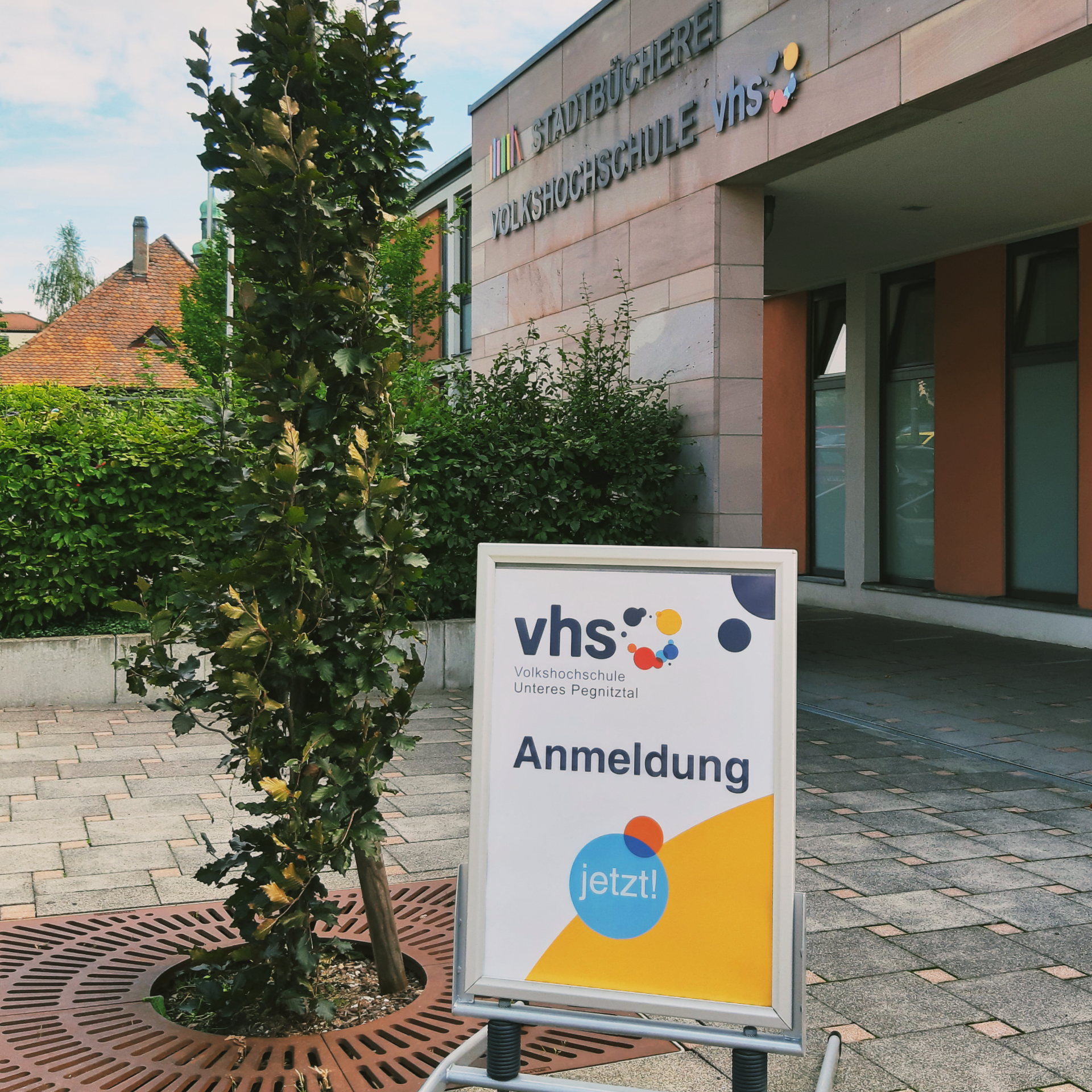
Volkshochschule Unteres Pegnitztal, Geschäftsstelle in Lauf a.d. Pegnitz

Die Volkshochschule Unteres Pegnitztal ist die größte Bildungseinrichtung im Landkreis Nürnberger Land. Das Programm umfasst jährlich rund 900 Veranstaltungen aus Kursen, Seminaren, Workshops, Vorträgen, Lesungen, Exkursionen, Führungen, Ausstellungen und Kulturveranstaltungen.

## Kommunale Träger
Träger der Volkshochschule sind die Stadt Lauf an der Pegnitz, die Gemeinde Neunkirchen am Sand, die Gemeinde Rückersdorf (Mittelfranken), die Gemeinde Schwaig bei Nürnberg, die Gemeinde Ottensoos und die Marktgemeinde Schnaittach, die sich im Zweckverband Volkshochschule Unteres Pegnitztal zusammengeschlossen haben. Sein Sitz ist in Lauf an der Pegnitz.

## Bildungsauftrag
Die Volkshochschule Unteres Pegnitztal ist eine öffentliche, kommunale Einrichtung der Jugend- und Erwachsenenbildung. Sie dient der Allgemeinbildung, berufsbegleitenden Fortbildung, Kulturförderung, Integration und Lebenshilfe. Sie ist parteipolitisch unabhängig und weltanschaulich neutral. Ihre Veranstaltungen sind für jeden offen. Ihr Bildungsauftrag ist in der Bayerischen Verfassung und der Gemeindeordnung verankert.

## Programmangebot
Das umfangreiche Angebot der Volkshochschule Unteres Pegnitztal gliedert sich in die Bereiche Kultur und Gesellschaft; Familie, Kinder, Teens; Beruf, IT, Medien; Sprachen und Integration; Kreatives; Gesundheit, Fitness und Ernährung; Inklusive Angebote; KITA-Fortbildungen und Online-Kurse.

## Geschichte
Der Zweckverband Volkshochschule Unteres Pegnitztal wurde am 15. Oktober 1989 von der Stadt Lauf a.d. Pegnitz, der Gemeinde Rückersdorf und der Gemeinde Schwaig b. Nürnberg gegründet. Ziel war es, eine »gemeinsame, wirkungsvolle Volkshochschule zu betreiben«, so Rüdiger Pompl, Erster Bürgermeister der Stadt Lauf a.d. Pegnitz. »Eine größere Effektivität in der Erwachsenenbildung« sei das gemeinsame Ziel. Rüdiger Pompl wurde bei der ersten konstituierenden Sitzung am 23. Oktober 1989 zum Ersten Vorsitzenden des Zweckverbands gewählt. Stellvertreter wurden Bürgermeister Karl-Heinz Vogel von der Gemeinde Schwaig und Anton Hess, Bürgermeister von Rückersdorf. Der Anstoß für die Gründung des Zweckverbands kam von der schon damals gemeinsam arbeitenden Volkshochschule Schwaig/Behringersdorf/Rückersdorf. Im Frühjahr 1988 begannen Überlegungen über einen Zusammenschluss »zwischen mehreren volksbildenden Einrichtungen im Pegnitztal und im Schnaittachtal« (PZ vom 23. November 1988), um das Angebot in den Orten »vielgestaltiger« (PZ vom 2. Dezember 1988) werden zu lassen. »Grundsätzlich gelte es die Volksbildungsarbeit zu verbessern«, so Hauptamtsleiter Zitzmann in einer Stadtratssitzung, »das bedeutet eine bessere Koordination und ein breiteres Bildungsangebot«. Gleichzeitig sei es Sinn und Zweck, noch mehr Mitglieder aufzunehmen. Schon im Mai 1990 entschied sich Neunkirchen a.Sand dem noch jungen Zweckverband beizutreten. Die Gemeinde Ottensoos folgte 2014. Im Jahr 2020 trat der Markt Schnaittach bei.

## Zertifizierung
Die Volkshochschule Unteres Pegnitztal ist mit dem Zertifikat „Committed to Excellence“ ausgezeichnet und wird für ihr Qualitätsmanagement nach den Standards der „European Foundation for Quality Management (EFQM)“ zertifiziert. Zudem ist sie mit dem AZAV-Zertifikat (Akkreditierungs- und Zulassungsverordnung Arbeitsförderung) ausgezeichnet, das jährlich überprüft wird.